# Тігана
Тігана (Eurypyga helias) — вид птахів монотипової родини тіганових (Eurypygidae).

## Таксономія
Тривалий час птаха відносили до ряду журавлеподібних. Проте у 2008 році дослідження геному показали, що схожість з журавлеподібними конвергентна, а найближчими родичами тігани є кагу, який мешкає у Новій Каледонії та фаетони. Також їх зближують з вимерлими апторнісами з Нової Зеландії. Тому, тігану разом з кагу виокремили у ряд тіганоподібних (Eurypygiformes).

## Поширення
Вид поширений у Центральній та Південній Америці від Гватемали до Бразилії. Тігана трапляється у тропічних дощових лісах поблизу річок, струмків, озер. У гори піднімається до 1200 м над рівнем моря.

## Опис

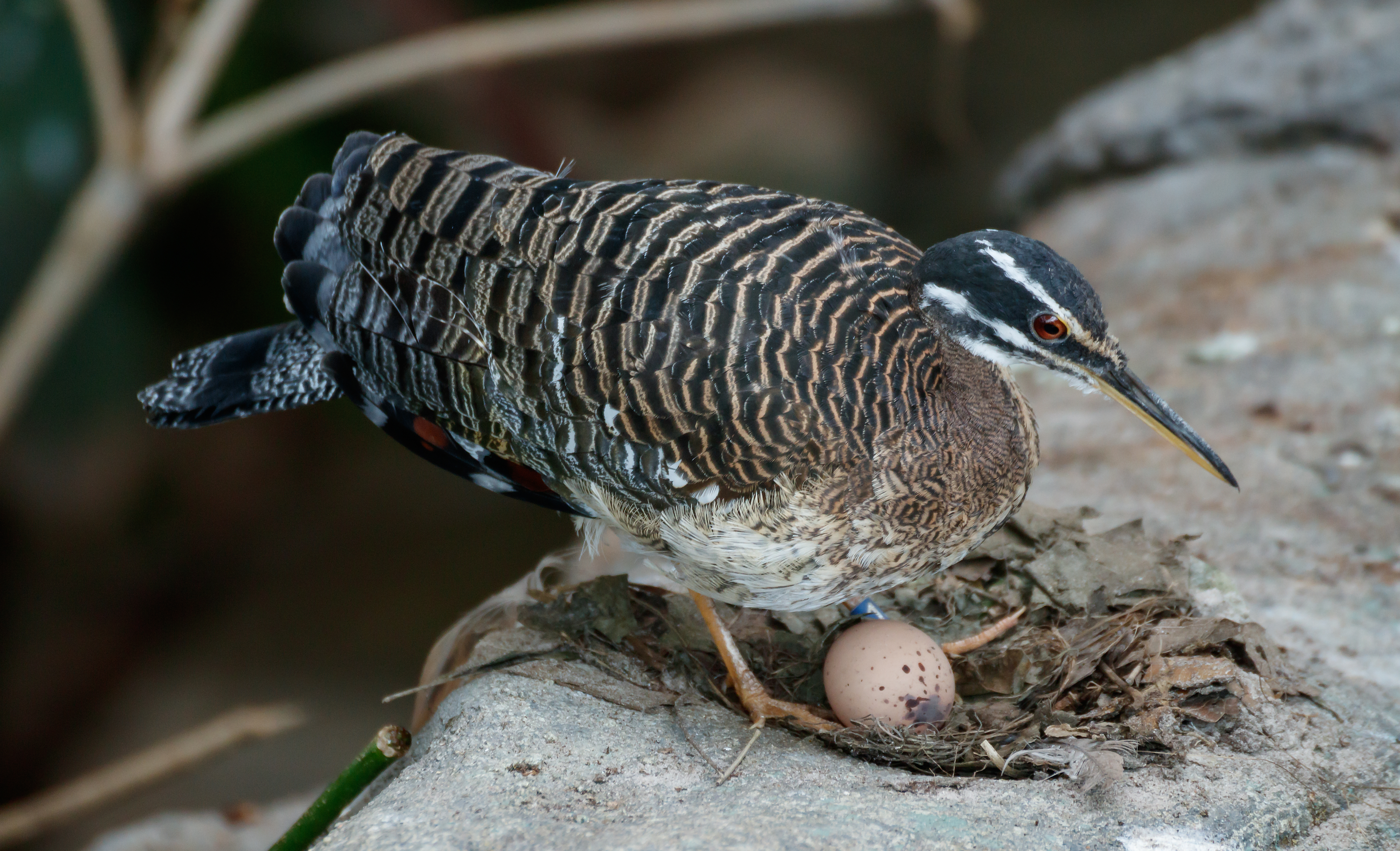
Тігана на гнізді

Ззовні нагадує дрібну чаплю завдовжки 46-53 см та вагою 180-220 г. Самці, і самиці мають однакове строкате забарвлення з поєднанням чорного, бурого, зеленого і білого кольорів, що утворюють безліч поперечних смуг, цяточок і жилок на основному сірому або жовто-сірому тлі. У них є красиві крила з візерунком, що нагадує диск Сонця з променями. Коли їхні крила розпростерті, чітко видно дві плями, що схожі на величезні, широко відкриті очі. На відміну від інших яскраво забарвлених птахів, тігани користуються своїми «очима» на крилах не для шлюбних танців, а виключно для залякування ворогів. 

## Спосіб життя
Живуть відособлено або парами. Харчується рибою, жабами, пуголовками, ракоподібними, різними водними безхребетними тваринами. 
Статева зрілість настає через 2 роки життя. Шлюбний сезон починається з залицянь самця, які включають в себе різні ритуальні рухи: похитування головою, посилений догляд за пір'ям, демонстративні перельоти і трелі. Гніздо будується на дереві на висоті 1-7 м над землею, рідко на землі. Самиця відкладає 2-3 блискучих рожевих з рудими плямами яйця з проміжком день-два. Інкубаційний період складає 27-28 днів, обоє батьків беруть участь у насиджуванні. Пташенята покриті пухом. Обоє батьків доглядають і годують пташенят. Пташенята залишають гніздо приблизно через 30 днів, повністю вкрившись пір'ям.